# The Dropout
The Dropout es una miniserie estadounidense de drama creada por Elizabeth Meriwether, basada en el podcast The Dropout presentado por Rebecca Jarvis y producido por ABC News. Protagonizada por Amanda Seyfried como la empresaria de la biotecnología caída en desgracia Elizabeth Holmes, se estrenó en la plataforma de streaming Hulu el 3 de marzo de 2022.

## Sinopsis
The Dropout, basada en el podcast epónimo de ABC Audio, trata sobre el ascenso y la caída de Elizabeth Holmes y su empresa, Theranos.

## Elenco y personajes

### Principales
- Amanda Seyfried como Elizabeth Holmes
- Naveen Andrews como Ramesh "Sunny" Balwani

### Recurrente
- Utkarsh Ambudkar como Rakesh Madhava
- Michel Gill como Chris Holmes
- Bill Irwin como Channing Robertson
- William H. Macy como Richard Fuisz
- Elizabeth Marvel como Noel Holmes
- Laurie Metcalf como Phyllis Gardner
- Mary Lynn Rajskub como Lorraine Fuisz
- Kate Burton como Rochelle Gibbons
- Stephen Fry como Ian Gibbons
- Michael Ironside como Don Lucas
- Bashir Salahuddin como Brendan Morris
- Josh Pais como Wade Miquelon
- Dylan Minnette como Tyler Shultz
- Alan Ruck como Jay Rosan
- Hart Bochner como Larry Ellison
- James Hiroyuki Liao como Edmond Ku
- Nicky Endres como Ana Arriola
- Camryn Mi-Young Kim como Erika Cheung
- Andrew Leeds como Roland
- Sam Waterston como George Shultz
- Kurtwood Smith como David Boies
- Anne Archer como Charlotte Shultz
- LisaGay Hamilton como Judith Baker
- Michaela Watkins como Linda Tanner
- Ebon Moss-Bachrach como John Carreyrou
- Kevin Sussman como Mark Roessler
- Sam Straley como Christian Holmes
- Shaun J. Brown como Daniel Young
- Amir Arison como Avie Tevanian

## Episodios
| N.º | Título           | Dirigido por        | Escrito por                                 | Fecha de emisión original | Código de prod. |
| --- | ---------------- | ------------------- | ------------------------------------------- | ------------------------- | --------------- |
| 1   | «I'm In a Hurry» | Michael Showalter   | Elizabeth Meriwether                        | 3 de marzo de 2022        | 1CKX01          |
| 2   | «Satori»         | Michael Showalter   | Matt Lutsky                                 | 3 de marzo de 2022        | 1CKX02          |
| 3   | «Green Juice»    | Michael Showalter   | Hilary Bettis                               | 3 de marzo de 2022        | 1CKX03          |
| 4   | «Old White Men»  | Michael Showalter   | Dan LeFranc                                 | 10 de marzo de 2022       | 1CKX04          |
| 5   | «Flower of Life» | Francesca Gregorini | Liz Hannah                                  | 17 de marzo de 2022       | 1CKX05          |
| 6   | «Iron Sisters»   | Francesca Gregorini | Wei-Ning Yu                                 | 24 de marzo de 2022       | 1CKX06          |
| 7   | «Heroes»         | Erica Watson        | Liz Heldens                                 | 31 de marzo de 2022       | 1CKX07          |
| 8   | «Lizzy»          | Erica Watson        | Elizabeth Meriwether y Sofya Levitsky-Weitz | 7 de abril de 2022        | 1CKX08          |

## Producción

### Desarrollo
El 10 de abril de 2019, se anunció que Hulu había ordenado la producción de una miniserie compuesta entre 6 a 10 episodios. También se informó que la serie contaría con la producción ejecutiva de Kate McKinnon, la presentadora del podcast The Dropout, Rebecca Jarvis, y sus productoras, Taylor Dunn y Victoria Thompson. Por su parte, 20th Television y Searchlight Television participaron en la producción de la serie, siendo esta la producción inaugural de Searchlight. Tras el casting de Amanda Seyfried, también se unió a la miniserie como productora, mientras que Elizabeth Meriwether, Liz Heldens, Liz Hannah y Katherine Pope se unieron a Dunn y Thompson como productoras ejecutivas. El 31 de marzo de 2021, Michael Showalter y Jordana Mollick se unieron a la miniserie como productores ejecutivos. Se esperaba que Showalter también dirigiera varios episodios.

### Casting
Tras el anuncio del pedido de la serie, Kate McKinnon también fue elegida para interpretar a Elizabeth Holmes, antigua CEO de Theranos. En febrero de 2021, McKinnon abandonó el proyecto. Aunque su salida no vino acompañada de una explicación, la producción siguió adelante sin McKinnon. En marzo de 2021, Amanda Seyfried fue elegida para sustituir a McKinnon. Un día después, Naveen Andrews se unió al elenco principal. En junio de 2021, William H. Macy, Laurie Metcalf, Elizabeth Marvel, Utkarsh Ambudkar, Kate Burton, Stephen Fry, Michel Gill, Michael Ironside, Bill Irwin y Josh Pais fueron elegidos para papeles recurrentes. En agosto de 2021, Dylan Minnette, Alan Ruck, Bashir Salahuddin, Mary Lynn Rajskub, Hart Bochner, James Hiroyuki Liao, Nicky Endres, Camryn Mi-Young Kim, Andrew Leeds, Sam Waterston, Kurtwood Smith y Anne Archer también se unieron al elenco recurrente. En septiembre de 2021, LisaGay Hamilton, Michaela Watkins, Ebon Moss-Bachrach, Kevin Sussman, Sam Straley y Shaun Brown se sumaron al reparto recurrente.

## Lanzamiento
La serie se estrenó el 3 de marzo de 2022, con los tres primeros episodios disponibles inmediatamente y el resto estrenados semanalmente en Hulu. En territorios internacionales selectos, la serie se estrenó a través de Star en Disney+, en Star+ en Latinoamérica, y en Disney+ Hotstar en la India y el sudeste asiático.

## Recepción
En el agregador de reseñas Rotten Tomatoes la serie tiene un índice de aprobación del 89%, basándose en 72 reseñas, con una calificación media de 7,4/10. El consenso de la crítica dice: «The Dropout tiene más éxito como docudrama que como comedia negra, pero la inquietante interpretación de Amanda Seyfried como Elizabeth Holmes aporta sangre fresca a este recuento de una historia reciente». En el sitio web Metacritic, tiene una puntuación media ponderada de 75 sobre 100 basada en 347 reseñas, lo que indica «reseñas generalmente favorables».
Alan Sepinwall de Rolling Stone le dio a la serie una calificación de 4/5 estrellas y la describió como «una recreación enloquecida, apasionante y a veces asombrosamente divertida de una historia que parecería demasiado absurda para ser cierta si no supiéramos ya lo contrario».